# چوچولیگووو
چوچولیگووو (به بلغاری: Chuchuligovo) یک منطقهٔ مسکونی در بلغارستان است که در شهرستان پتریچ واقع شده‌است.